# 1047
1047 је била проста година.

## Догађаји
- 25. октобар — Харалд III постаје једини краљ Норвешке након смрти свог нећака и савладара Магнуса Доброг. Свен II долази на дански престо.

- Побуна барона предвођених Гајем Бургундским против војводе Вилијама. Одлучујућа победа војводе Вилијама у бици у долини Дина.
- У Македонији се Лав Торник прогласио за цара. Приближио се Цариграду са великом војском. Јарослав Мудри је пружио помоћ Константину Мономаху. Торникова војска је расута, он је заробљен и ослепљен.
- Од 14. маја до 19. децембра у Новгороду, свештеник Упир Лихој, први древни руски писар познат по имену, преписао је збирку „Објашњавајућих пророка“ за кнеза Владимира Јарославича.
- Кнез Јарослав Мудри, на захтев свог зета, пољског кнеза Казимира, извршио је поход против кнеза Мојислава од Мазовије.

## Смрти
- 9. октобар — Климент II, римски папа
- 25. октобар — Магнус Добри, краљ Норвешке